# 시골 벗에게 부치는 편지
《시골 벗에게 부치는 편지》(프랑스어: Lettres provinciales, Provincial letters)는 서간문 형식으로 된 논쟁의 글이다. 다른 이름은 〈프로뱅샬〉이다. 블레즈 파스칼이 지었다. 첫 번째 편지는 1656년 1월 23일, 18번째 편지는 1657년 3월 24일이다. 19번째 편지는 다른 18번째 편지에 포함되기도 한다.
최초에 시골에 사는 친구에게 쓰는 형식으로 썼으나 후에 직접 예수회 신부를 상대로 하여 익명으로 발표하였으며 전18편이다. 은총의 문제를 중심으로 제수이트회 신학인 결의론과 윤리의 타락을 철저하게 공박하였고 단순 명쾌한 표현은 프랑스 고전주의 문체를 결정하였다고 말한다.

## 같이 보기
- 결의론
- 얀센주의